# Saint-Joseph-de-Coleraine
Saint-Joseph-de-Coleraine es un municipio canadiense situado en la provincia de Quebec.

## Superficie
Saint-Joseph-de-Coleraine tiene una superficie de 126,76 km².

## Demografía
En 2021, tenía 1820 habitantes, una densidad poblacional de 14,4 hab./km², y 1124 viviendas.